# Rudolf Zeman
Rudolf Zeman (11. února 1939 Černožice – 10. června 2021) byl český rozhlasový redaktor, dělník a myč výloh, signatář Charty 77, šéfredaktor samizdatových Lidových novin, v 90. letech předseda Syndikátu novinářů České republiky.

## Život
Rudolf Zeman po absolvování jedenáctiletky vystudoval v letech 1956–1961 knihovnictví na Institutu osvěty a novinářství Univerzity Karlovy a krátce pracoval jako knihovník v Městské knihovně v Praze. Prostřednictvím Vladimíra Jiránka se seznámil se Slávou Volným a nastoupil do redakce odborového vydavatelství Práce, které Volný řídil. Po absolvování vojenské služby (1962–1964) se vrátil k práci redaktora deníku Práce. Podal si žádost o přijetí do Československého rozhlasu a odvolal se přitom na jména svých přátel Jiřího Hanáka, Jana Lopatky nebo Karla Jezdinského.
Roku 1966, po čtyřměsíční zkušební lhůtě, byl přijat jako redaktor vnitropolitické rubriky Hlavní redakce politického vysílání v Československém rozhlase, kde se stal jedním z nejmladších publicistů. Jeho tehdejšími kolegy byli Karel Kyncl, Jiří Ruml, Milan Weiner, Luboš Dobrovský, Jan Petránek, Věra Šťovíčková, Jaroslav Jírů, Jiří Dientsbier, Jindra Klímová, ad. Pro živé vysílání nebyl ideálně vybaven, protože ráčkoval. Přesto připravoval např. rozhovory s významnými činiteli v pořadech Koho chcete slyšet, ve kterém zprostředkovali otázky posluchačů nebo rozhovory s politiky Lidé-život-doba. Moderoval také improvizovaný, občansky neobyčejně angažovaný sled populárních písniček a telefonických rozhovorů Písničky u mikrofonu. V březnu 1968 pak Zeman spolu s Jindrou Sobíškovou a slovenským reportérem Jánem Chovancem moderoval besedu o nastávajících volbách, která byla uvedena v řadě pořadů Přísně tajné.
Za sovětské okupace v srpnu 1968 se s hlasatelkou Margitou Kollárovou střídal v budově Národního shromáždění na Senovážném náměstí, která byla obklíčena tanky, a fungoval jako spojka mezi Národním shromážděním, vládou a rozhlasem. Oba odjeli 27. srpna na Pražský hrad, aby odsud posluchačům zprostředkovali vystoupení čelných představitelů po jejich návratu z nedobrovolného pobytu v Moskvě. Pro toto angažmá byl už v roce 1969 normalizačním vedením ČsRo označen za jednoho z „exponentů a nositele pravicového oportunismu, organizátora protistranických, protisocialistických a protisovětských kampaní a akcí“. Pracovní poměr Rudolfa Zemana v Československém rozhlase skončil 31. března 1970 „po vzájemné dohodě“. Byl vyloučen z KSČ a jeho pokus získat zaměstnání u obchodní agentury Fortuna nebyl úspěšný. V letech normalizace pracoval v různých dělnických profesích (též v uranových dolech) a celkem 15 let se živil jako myč oken a výloh.
Byl jedním z prvních signatářů Charty 77 a byl několikrát zadržen a vyslýchán Státní bezpečností. Po celou dobu normalizace psal pro samizdat a distribuoval pašované exilové tiskoviny Listy a Svědectví. Roku 1987 přišel Václav Havel s nápadem obnovit vydávání Lidových novin a Rudolf Zeman se ujal organizace. Nulté číslo samizdatových Lidových novin vyšlo již 11. září 1987 a první číslo v lednu 1988. Redakce sídlila v bytě Jana Rumla, kde, jak se později ukázalo, namontovala StB odposlech a měla o přípravě novin podrobný přehled.
Jan Ruml se pokoušel vydávání novin zlegalizovat, ale místo toho dostával za každé vydání pokuty. Noviny vycházely jako měsíčník a do prosince 1989 se podařilo vydat dvě nultá a 22 řádných čísel. Od jara 1989 byl Rudolf Zeman intenzivně sledován Státní bezpečností a v říjnu 1989 byl spolu s Jiřím Rumlem kvůli vydávání Lidových novin zatčen a obviněn z pobuřování. Oba byli propuštěni 26. listopadu 1989 a z vězení přišli rovnou na mohutné shromáždění na Letenské pláni. V prosinci 1989 pak Lidové noviny vyšly v nákladu půl milionu výtisků.
Od ledna do března 1990 byl Rudolf Zeman zástupcem šéfredaktora Lidových novin, od března do července 1990 ředitelem Nakladatelství Lidové noviny. Od července 1990 do července 1991 byl šéfredaktorem Lidových novin. Do roku 1992 pak pracoval jako editor Lidových novin. Od prosince 1989 do roku 1998 byl předsedou Syndikátu novinářů ČR.